# César Arturo Ramos
César Ramos Palazuelos (Culiacán, 15 december 1983) is een Mexicaans voetbalscheidsrechter. Hij is sinds 2014 aangesloten bij de wereldvoetbalbond FIFA. Ook leidt hij wedstrijden in de Mexicaanse nationale competitie en is hij een scheidsrechter bij de Noord-Amerikaanse voetbalbond. Ramos leidde op 30 juli 2011 zijn eerste wedstrijd in het betaald voetbal in de Apertura van de Primera División de Mexico tussen CF Monterrey en Club Tijuana (4–2). Zijn meeste competitiewedstrijden leidde Ramos in het seizoen 2013/14: zowel in de Apertura als in de Clausura werd hij aangesteld als arbiter voor veertien competitieduels. Ramos floot op 28 augustus 2014 zijn eerste wedstrijd in een internationaal clubtoernooi, de CONCACAF Champions League: het groepsduel tussen CD Olimpia uit Honduras en Alpha United uit Guyana eindigde in een 6–0 overwinning voor Olimpia (drie gele kaarten). Op 25 maart 2015 werd Ramos door de CONCACAF aangesteld voor zijn eerste interland: hij floot de play-offwedstrijd in de kwalificatie voor de CONCACAF Gold Cup 2015 tussen Frans-Guyana en Honduras (3–1). Een week later zou onder leiding van de Amerikaan Mark Geiger het Hondurees elftal met een 3–0 zege zich kwalificeren voor de Gold Cup. In juli 2015 werd Ramos door de CONCACAF opgenomen in de arbitrale selectie voor de CONCACAF Gold Cup, gehouden in de Verenigde Staten en Canada.
In de zomer van 2015 was Ramos aanwezig op het wereldkampioenschap voetbal onder 20 in Nieuw-Zeeland, waar hij onder meer de kwartfinale tussen Mali en Duitsland (1–1, 4–3 na strafschoppen) leidde. Kim Jong-hyeok (Zuid-Korea) was vierde official bij het duel. Namens de CONCACAF waren ook de Panamees Jhon Pitti en de Costa Ricaan Henry Bejarano actief op het wereldkampioenschap voor jeugdelftallen.

## Interlands
| Datum            | Wedstrijd                         | Uitslag | Competitie                          | Kreeg geel | Kreeg voor de tweede keer geel en dus rood | Weggestuurd |
| ---------------- | --------------------------------- | ------- | ----------------------------------- | ---------- | ------------------------------------------ | ----------- |
| 25 maart 2015    | Frans-Guyana – Honduras           | 3 – 1   | Kwalificatie CONCACAF Gold Cup 2015 | 0          | 0                                          | 0           |
| 7 juli 2015      | Verenigde Staten – Honduras       | 2 – 1   | CONCACAF Gold Cup 2015              | 2          | 0                                          | 0           |
| 18 juli 2015     | Haïti – Jamaica                   | 0 – 1   | CONCACAF Gold Cup 2015              | 1          | 0                                          | 0           |
| 4 september 2015 | Argentinië – Bolivia              | 7 – 0   | Vriendschappelijk                   | 0          | 0                                          | 0           |
| 17 november 2015 | Trinidad en T. – Verenigde Staten | 0 – 0   | Kwalificatie WK 2018                | 2          | 0                                          | 0           |
| 4 augustus 2016  | Irak – Denemarken                 | 0 – 0   | Olympische Zomerspelen 2016         | 3          | 0                                          | 0           |
| 10 augustus 2016 | Colombia – Nigeria                | 2 – 0   | Olympische Zomerspelen 2016         | 4          | 0                                          | 0           |
| 15 november 2016 | Costa Rica – Verenigde Staten     | 4 – 0   | Kwalificatie WK 2018                | 6          | 0                                          | 0           |
| 28 maart 2017    | Panama – Verenigde Staten         | 1 – 1   | Kwalificatie WK 2018                | 0          | 0                                          | 0           |
| 14 juli 2017     | Costa Rica – Frans-Guyana         | 3 – 0   | CONCACAF Gold Cup                   | 2          | 0                                          | 1           |
| 7 oktober 2017   | Costa Rica – Honduras             | 1 – 1   | Kwalificatie WK 2018                | 6          | 0                                          | 0           |
| 17 juni 2018     | Brazilië – Zwitserland            | 1 – 1   | WK 2018 groepsfase                  | 4          | 0                                          | 0           |
| 24 juni 2018     | Polen – Colombia                  | 0 – 3   | WK 2018 groepsfase                  | 2          | 0                                          | 0           |
| 30 juni 2018     | Uruguay – Portugal                | 2 – 1   | WK 2018 achtste finales             | 1          | 0                                          | 0           |

Laatste aanpassing op 1 juli 2018

## Statistieken
| Seizoen         | Competitie      | Wedstrijden | Kaarten    | Kaarten                                    | Kaarten     |
| Seizoen         | Competitie      | Wedstrijden | Kreeg geel | Kreeg voor de tweede keer geel en dus rood | Weggestuurd |
| --------------- | --------------- | ----------- | ---------- | ------------------------------------------ | ----------- |
| 2011/12         | Liga MX         | 5           | 21         | 0                                          | 0           |
| 2012/13         | Liga MX         | 18          | 70         | 4                                          | 3           |
| 2013/14         | Liga MX         | 34          | 148        | 5                                          | 4           |
| 2014/15         | Liga MX         | 24          | 110        | 5                                          | 5           |
| 2015/16         | Liga MX         | 25          | 108        | 6                                          | 12          |
| Carrière totaal | Carrière totaal | 106         | 457        | 20                                         | 24          |